# Norman (Yakusoku no Neverland)
Norman  (Japanese: ノーマン, Hepburn: Nōrman) é uma personagem da série de manga Yakusoku no Neverland, criado por Kaiu Shirai e Posuka Demizu. Norman é um rapaz de 11 anos a viver no orfanato Grace Field House. Como Ray e Emma, Norman tem consistentemente notas perfeitas nos seus exames diários. Ele é conhecido por ser um estrategista e planeador genial, como também imbatível no jogo da apanhada. Ele descobre a verdade sobre o orfanato com Emma e junta-se a Ray para criar um plano para escapar. Enquanto ele sabe que ir embora com todas as crianças da casa é praticamente impossível, o seu amor por Emma empurra-o a continuar a tentar. Como o mais inteligente dos três, ele é o primeiro a descobrir a identidade de Ray como espião de Isabella e prepara várias planos B e rotas de fuga.
Depois de Ray ser traído por Isabella, Norman é forçado a ser enviado antes do seu 12º aniversário, aceitando o seu destino de morte inevitável para a enganar e deixar o resto das crianças escapar. No entanto, em vez de ser abatido, Norman é enviado para uma instalação especial de pesquisa chamada Lambda, onde são feitas experiências nele. Ele escapa de Lambda e destrói o local depois de liderar as outras crianças a criar um tumulto. Depois disso, ele estabelece um lugar chamada 'O Esconderijo Paraíso' para crianças que eles resgataram de outras quintas para viver e preparar um plano para eliminar todos os demónios do mundo.
Na adaptação de anime, ele é interpretado por Maaya Uchida em japonês e por Jeannie Tirado na versão em inglês. No adaptação cinematográfica de Live-action, ele é interpretado por Rihito Itagaki.

## Crição
Segundo Kaiu Shirai, Normar é o pilar do grupo e tinha um humor "mais leve" comparado a Ray e Emma. Para o design da sua personagem, Shirai pediu por algo angélico, e algo etéreo, com uma filosofia de design simples. Fazendo-o parecer uma lua ou um cavaleiro da história.
Posuka Demizu teve dificuldades em criar o design de Norman, incluindo o seu tipo de corpo, cara e cabelo. Segundo Demizu, Norman era suposto ser delgado no seu design original, mas era difícil mostrar a diferença entre ele e as outras crianças. Todos eles usavam as mesmas roupas. Então ela decidiu manter o design atual.

### Casting
Na adaptação de anime, ele é interpretado por Maaya Uchida em japonês e por Jeannie Tirado na versão em inglês. No adaptação cinematográfica de Live-action, ele é interpretado por Rihito Itagaki.

## Aparência
Norman nasceu a 21 de março de 2034. No começo da história a 12 de outubro de 2045, Norman é um rapaz de 11 anos que vive no orfanato de Grace Field House. Ele tem olhos azuis e cabelo curto branco que está separado para a sua esquerda, com um pedaço mais longo a curvar-se para cima do lado esquerda da sua cabeça. Um número de autenticação, 22194 está tatuado no seu pescoço.

## Receção
Norman foi nomeado para a categoria de 'Melhor Personagem Masculina" no 41º Anime Grand Prix em 2019. Ele também foi nomeado para a categoria de 'Homem do Ano' nos 6º Prêmios de Anime em Alta em 2020. Norman ficou em 1º lugar na Votação de Ilustração a cor das Personagens da série em 2018. Na votação de popularidade da série em 2018, Norman ficou em segundo lugar. Ele também ficou em segundo lugar na 2ª votação de popularidade da série com um total de 4763 votos.
Brittany Vincent de Syfy elogiou a personagem e descreve-o como "parecendo frágil mas com um comportamento calmo e uma força tranquila". Pauline Croquet do jornal francês Le Monde disse que o design das três personagens principais, incluindo Norman, é muito origial e vem dos design típicos de um manga Shōnen.